# Búza Barna
Búza Barna, született: Buzi Barnabás Imre Gyula (Vésztő, 1910. december 30. – Budapest, 2010. október 16.) éremművész, szobrász.

## Életpályája
Buzi László kalaposmester és Makai Erzsébet gyermekeként született. Tanulmányait 1928 és 1935 között a Magyar Képzőművészeti Főiskolán végezte. Mesterei Sidló Ferenc és Szentgyörgyi István voltak. Ferruccio Ferrazzinál tanult mint római ösztöndíjas. 1930-tól kiállító művész. Munkáit kiállították az 1937-es velencei biennálén, ugyanebben az évben Magyarországon a Zala György-éremmel jutalmazták. 1944-ben a katonaságnál büntető századba osztották be. A második világháborút követően Ausztriából tért haza, sokáig politikai üldözött volt, a műtermét is elvették. 1960-ban eredeti családi nevét Buza névre változtatta. 1963-tól a Budapest VIII. Kerületi Tanács Tagja volt. 1970-ben egy diófaszobráért VI. Pál pápa emlékérmet adományozott számára. 1971 és 1975 között a kerület országgyűlési képviselője, 1976 és 1978 között Bagdad városesztétikai tanácsadója volt. Budapesten élt, a Százados úti művésztelepen dolgozott. 2010. október 15-én hajnalban hunyt el, életének 100. évében. November 6-án Sarkadon, a Körösháti temetőben helyezték örök nyugalomra.

## Művészete
Készített kisplasztikákat, portrékat, domborműveket, valamint köztéri szobrokat. Alkotásai fából, kőből, fémből, kerámiából, porcelánból (a Herendi Porcelángyár számára), terrakottából, pirogránitból készültek. Több mint hatvan köztéri szobor, síremlék, relief fűződik a nevéhez. Dolgozott restaurátorként is, többek között a Budai Várnegyed Szentháromság-szobrán is. Római ösztöndíjas volt már, amikor a monumentalitás, az épületplasztika és a faszobrászat iránt kezdett érdeklődni. Szobrászatát jellemzi a klasszikus iskolázottság, a finom naturalizmus.

## Emlékezete
- 2006-ban a NapSziget a Művészetekért Alapítvány Búza Barnáról elnevezett képzőművészeti díjat hozott létre, melyet 2007-től kezdve minden esztendőben március 1-jén adnak át a NapSziget folyóirat díjátadást megelőző évfolyamában közölt legkiemelkedőbb képzőművészeti alkotás szerzőjét jutalmazva vele. A díjat Búza Barna unokája, Réczey Bálint adja át.[5]
- Búza Barna-díjasok: Egyed Tibor (2007), Parrag Emil (2008), Bészabó András (2010), Balogh János (posztumusz, 2010), S. Horváth Ildikó (2011), Buczkó Imre (2013), Kesztyűs Ferenc (2014)

## Díjai, elismerései
- 1933: Országos Magyar Képzőművészeti Társulat ifjúsági szobrászati díja, Fiatal művészek kiállítása, Műcsarnok
- 1934: Magyar Képzőművészeti Főiskola Ferenczy István szobrászati díja
- 1935–36-ban: a Római Magyar Akadémia ösztöndíja
- 1936: Balló Ede-díj
- 1941: Zala György-érem, a Magyar Képzőművészek Egyesületének Kitüntetése
- 1942: a kultuszminiszter faszobrászati díja a kolozsvári VI. Nemzeti Képzőművészeti Kiállításon; a Benczúr Társaság kitüntető elismerése a Műcsarnok Őszi Tárlatán
- 1981: a Munka Érdemrend arany fokozata
- 1997: a Molnár C. Pál Társaság életműdíja
- 1999: a Magyar Kultúra Lovagja
- 2001: Magyar Köztársasági Arany Érdemkereszt
- 2002: A Magyar Köztársasági Érdemrend lovagkeresztje
- 2008: A Magyar Köztársasági Érdemrend tisztikeresztje

## Egyéni kiállításai
- 1941 • Műbarát, Budapest (Czene Bélával, Élesdy Istvánnal)
- 1943 • Műbarát, Budapest (Istókovits Kálmánnal)
- 1957 • Katona József Múzeum (Bozsó Jánossal) Kecskemét
- 1958 • Déri Múzeum (Boross Gézával) Debrecen
- 1967 • Thorma János Múzeum (Bozsó Jánossal) Kiskunhalas
- 1972 • Megyei Művelődési Központ, Békéscsaba
- Művelődési Ház (Doór Ferenccel) Tokaj
- 1974 • Dürer Terem, Gyula
- 1975 • Kisvárda
- 1978 • Csepel Galéria, Budapest
- 1979 • Vármúzeum, Esztergom • Óbudai Klubház, Budapest • Kórház, Kiskunhalas
- 1980 • Művelődési Központ, Sarkad
- 1983 • Dózsa György Művelődési Központ, Budapest
- 1985 • Csepel Galéria, Budapest [Pituk Józseffel]
- 1986 • Arany János Művelődési Központ, Nagykőrös
- 1987 • Hevesi Sándor Művelődési Központ [Vincze Lajossal], Nagykanizsa • Városi Művelődési Központ, Berettyóújfalu
- 1989 • Bartók Béla Melődési Központ, Sarkad [Kesztyűs Ferenccel]
- 2001 • Kondor Béla Közösségi Ház, Budapest
- 2002 • Tihanyi Apátság
- 2005 • Rétközi Múzeum [Csorba István Kadosával], Kisvárda
- 2009 • Corvin Művelődési Ház [Vargay Zoltánnal], Budapest
- 2010 • Herendi Porcelánművészeti Múzeum, Herend
- 2010 • Soproni Múzeum, Lábasház, Sopron.

## Részvétele csoportos kiállításokon (válogatás)
- 1934-től • Nemzeti Képzőművészeti Kiállítások, Műcsarnok, Budapest
- 1937 • Modern monumentális művészet, Nemzeti Szalon, Budapest
- 1939 • Országos Magyar Képzőművészeti Társulat Őszi Tárlata, Műcsarnok, Budapest
- 1938, 1942 • XXI., XXIII. velencei biennále, Velence
- 1941 • Magyar Egyházművészeti Kiállítás, Nemzeti Szalon, Budapest
- 1942 • Országos Magyar Képzőművészeti Társulat Őszi Tárlata, Budapest
- 1950-től • Magyar Képzőművészeti Kiállítások, Műcsarnok, Budapest
- 1955 • Képzőművészetünk tíz éve, Műcsarnok, Budapest
- 1955-től • Országos Képzőművészeti Kiállítás, Herman Ottó Múzeum, Miskolc
- 1957 • Tavaszi Tárlat, Műcsarnok, Budapest
- 1960 • Képzőművészetünk a felszabadulás után, Magyar Nemzeti Galéria, Budapest
- 1965 • A Százados úti művésztelep 50 éve, Magyar Nemzeti Galéria, Budapest • Magyar képzőművészet a fasizmus ellen, Magyar Nemzeti Galéria, Budapest • Művészeti Tárló, Tanács Galéria, Budapest
- 1969 • Magyar egyházi kultúra, Magyar Akadémia, Róma
- 1971 • A Művésztelep alapításának 60. évfordulója, Józsefvárosi Művelődési Klub, Budapest
- 1972 • A 60 éves Százados úti művésztelep, Dürer terem, Gyula
- 1975 • Jubileumi Képzőművészeti kiállítás, Műcsarnok, Budapest
- 1977 • I. Portrébiennálé, Hatvani Galéria, Hatvan
- 1978 • Magyar szobrászat, Műcsarnok, Budapest
- 1979 • Faszobor, Csontváry Terem, Pécs
- 1981-től • III. Országos Éremművészeti Biennálé, Lábasház, Sopron
- 1983 • Római iskola I., Keresztény Múzeum, Esztergom
- 1984 • X. Szabadtéri Szoborkiállítás, Balatoni Úttörőváros, Zánka
- 1985 • 40 alkotó év, Műcsarnok, Budapest
- 1988 • Tavaszi Tárlat, Magyar Képzőművészek és Iparművészek Szövetsége, Műcsarnok, Budapest • Képzőművészeti Kiállítás, Városi Művelődési Központ, Törökszentmiklós
- 1989 • Téli tárlat '89, Műcsarnok, Budapest
- 1991 • Egyházi Kiállítás, Vigadó Galéria, Budapest
- 1994 • Kisszobor '94, Vigadó Galéria, Budapest
- 1997 • Magyar Szalon '97, Műcsarnok, Budapest
- 1999 • Művészeti Tárló, Kondor Béla Közösségi Ház, Budapest • Magyarok Európában, Pataky Művelődési Központ, Budapest
- 2000 • Művészetbarátok 2000, Pataky Művelődési Központ, Budapest
- 2002 • Művészeti Tárló, Kondor Béla Közösségi Ház, Budapest
- 2004 • Művészetbarátok 2004, Pataky Művelődési Központ, Budapest
- 2005 • A nap szerelmesei, Volksbank Galéria, Budapest
- 2008 • A Százados úti művésztelep, Józsefvárosi Galéria, Budapest • Művészetbarátok 2008, Pataky Művelődési Központ, Budapest.

## Köztéri művei

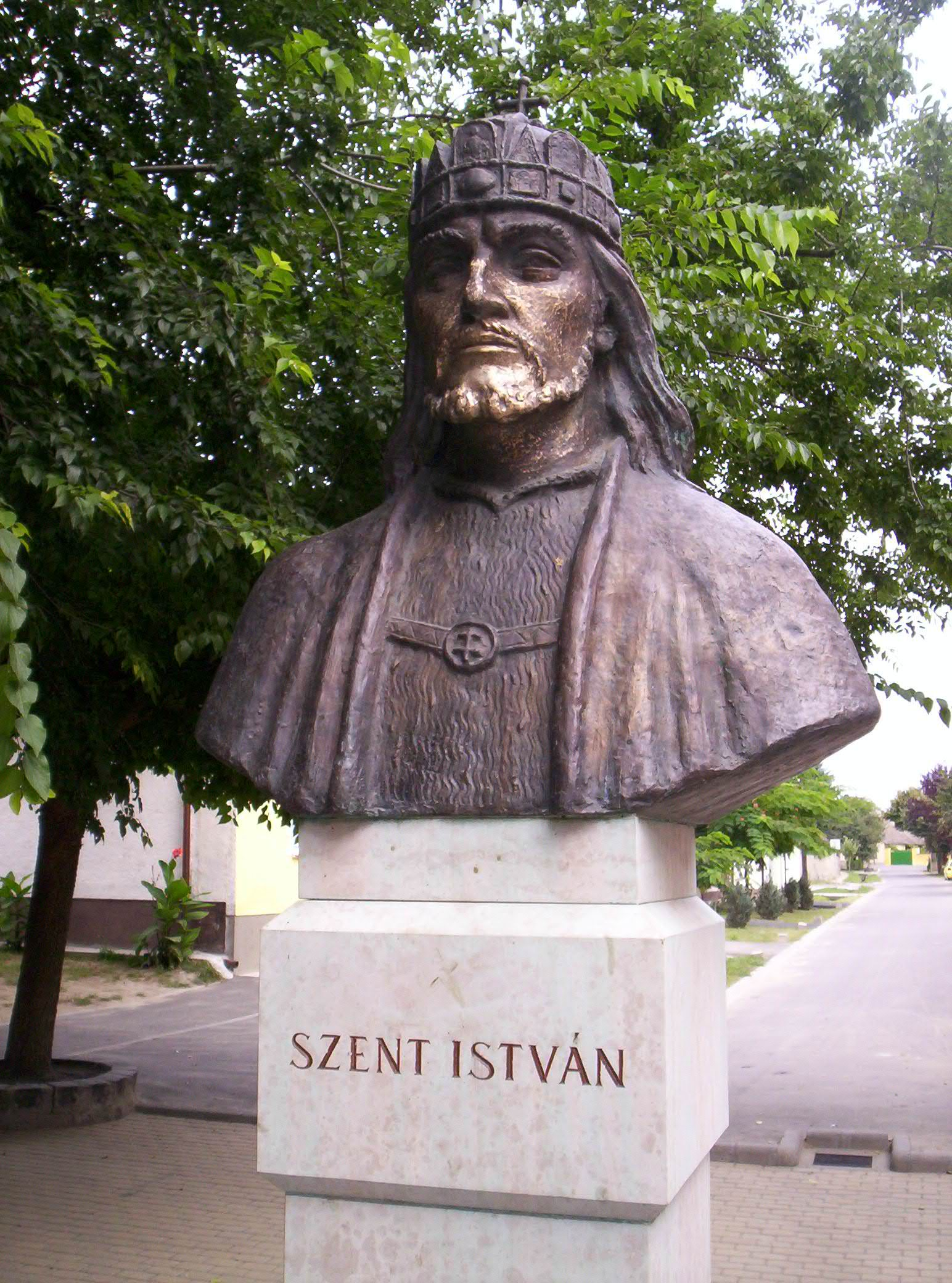
Szent István mellszobra, Baja

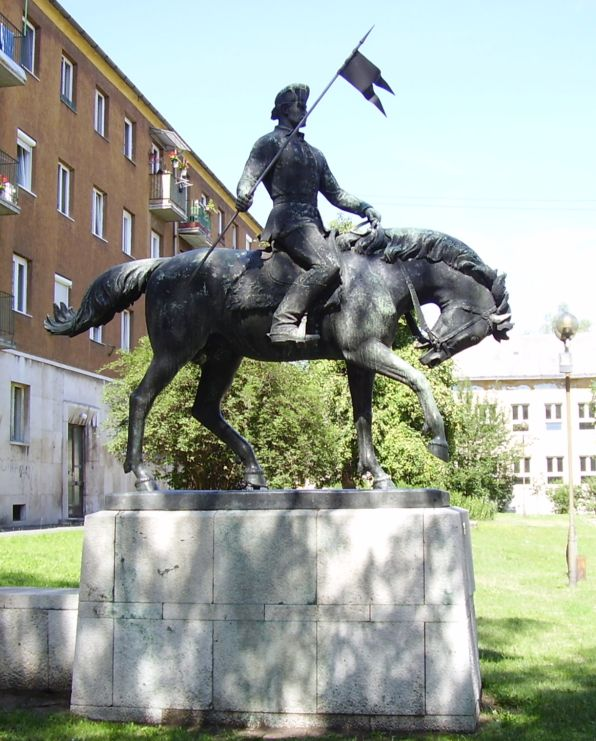
Kuruc lovas bronzszobra Kazincbarcikán, a Rákóczi téren

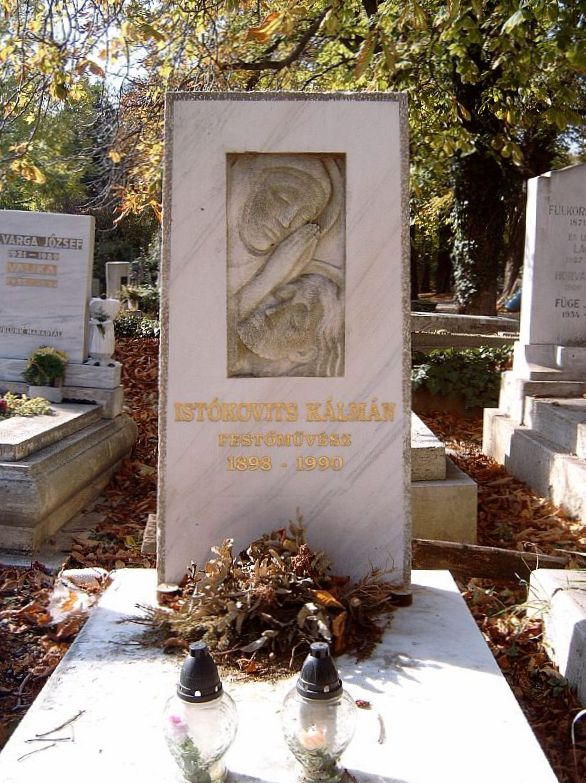
Istókovits Kálmán festő- és grafikusművész sírja Budapesten. Farkasréti temető: 31-2-97. Búza Barna alkotása

- Oszlopreliefek (alumínium, 1947, Kecskemét, SZTK rendelő)
- Keresztút (fa, 1951–1957, Székesfehérvár, bazilika)
- Kortonai Szent Margit (fa, 1952, Budapest, Kapisztrán Szent János-templom)
- Ökölvívók (bronz, 1952–1958, Budapest, Népstadion-kert)
- Kuruc lovas (bronz, 1959, Kazincbarcika, Rákóczi tér)
- Öntőmunkás (bronz, 1963, Jászberény)
- Kohászcsalád-dombormű (alumínium, 1961, Ózd, Kohászati üzem Munkásszálló)
- Zenélő fiatalok (alumínium, 1964, Komló, Művelődési Ház)
- Irinyi János-szobor (mészkő, 1965, Budapest XI. ker., Lágymányosi u. 21-23.)
- Dr. Matuz Lajos síremléke (1965, Budapest, Rákospalotai Köztemető)
- Börzsönyi Ferenc síremléke (1965, Budapest, Rákoskeresztúri Új köztemető)
- Esze Tamás-mellszobor (mészkő, 1966, Sátoraljaújhely, Esze Tamás Általános Iskola)
- Karikázó fiú (vörösréz, 1965, Vác, Április 4. (???) tér)
- Olajfúró munkás (bronz, 1968, Eger, MSZMT Székház)
- Felszabadulási emlékmű (1970, Budapest XVIII. ker., Kossuth tér)
- Thorma János-dombormű (mészkő, 1970, Kiskunhalasi Múzeum)
- Felszabadulási emlékmű (mészkő, 1970, Baktalórántháza)
- Garay János-mellszobor (pirogránit, 1972, Szekszárd, Garay János Gimnázium)
- Tóth Bucsoki István-mellszobor (mészkő, 1972, Tatabánya, Felszabadulás tér)
- Népszínház-Nemzeti Színház-emlékkő (1974, Budapest VIII. ker., Blaha Lujza tér)
- Ady-mellszobor (mészkő, 1974, Gyula, Művész-sétány)
- Szovjet–magyar barátság (pirogránit, 1975, Kisfaludi Strobl Zsigmond eszmei tervei alapján, Budapest X. ker.)
- Szovjet–magyar barátság (pirogránit, 1976, Moszkva, Barátság-park)
- Vadász Elemér-mellszobor és emléktábla (pirogránit, 1977, Székesfehérvár)
- Kondor Ernő-mellszobor (1980, Balassagyarmat, Helytörténeti Ház)
- Zalka Máté-mellszobor (pirogránit, 1980, Mezőhegyes, Zalka Máté Szakmunkásképző)
- Agrárszocialista emlékmű (bronz, 1981, Battonya)
- Lány mandolinnal (kő, fa, bronz, 1981, Bp. XVIII. ker., Kondor Béla sétány 7.)
- Textilmunkásnő (pirogránit, 1982, Budakalász, lenfonógyár)
- Luther Márton szobra (kő, 1983, Lux Elek terve alapján, Budapest, Evangélikus Teológiai Akadémia kertje)
- Mikes Kelemen-mellszobor (pirogránit, 1983, Battonya, Mikes Kelemen Gimnázium)
- Ambrus Zoltán-mellszobor (pirogránit, 1985, Gödöllő, Ambrus-nyaraló)
- Petőfi-mellszobor (pirobronz, 1985, Kisvárda)
- Anghi Csaba-mellszobor (kő, bronz, 1986, Fővárosi Állatkert)
- Táncoló kígyók (bronz, 1986, Fővárosi Állatkert)
- II. Rákóczi Ferenc-mellszobor (pirobronz, 1987, Berettyóújfalu)
- Mikes Kelemen-mellszobor (pirogránit, 1988, Berettyóújfalu)
- Márkus László síremléke (1987, Budapest, Farkasréti temető)
- Petőfi-mellszobor (pirobronz, 1987, Nagykőrös, Petőfi Általános Iskola)
- Gobbi Hilda-síremlék (pirogránit, 1989, Budapest, Farkasréti temető)
- Bárdos Lajos-emléktábla (bronz, mészkő, 1989, Budapest II. ker., Margit krt. 64/b)
- Ambrus Zoltán-mellszobor (pirogránit, 1989, Budapest, Margitsziget, Művészsétány)
- Molnár C. Pál-mellszobor (1990, Battonya)
- Fáy András-dombormű (bronz, 1991, Battonya, OTP székház)
- Kálvin János szobra (bronz, 2000, Budapest)
- Szent István-mellszobor (bronz, 2001, Baja)
- Klebelsberg Kuno-mellszobor (bronz, 2005, Lakitelek)
- Béres József-dombormű (bronz, mészkő, 2010, Kisvárda, Kisvárdai Városi Könyvtár) és a tudós nevét felvett óbudai Keve utcai általános iskola falán.
- Vass Lajos-mellszobor (bronz, 2010, Lakitelek)

## Művei közgyűjteményekben
- Herendi Múzeum, Herend
- Janus Pannonius Múzeum Modern Magyar Képtár, Pécs
- Magyar Nemzeti Galéria, Budapest
- Magyar Nemzeti Múzeum, Budapest
- M. del Vaticano, Róma
- Petőfi Irodalmi Múzeum, Budapest
- Sárospataki Képtár
- Szombathelyi Képtár, Szombathely
- Vay Ádám Múzeum, Vaja.